# Ковиляєвська сільська рада
Ковиля́євська сільська рада (рос. Ковыляевский сельский совет) — сільське поселення у складі Тоцького району Оренбурзької області Росії.
Адміністративний центр та єдиний населений пункт — село Ковиляєвка.

## Населення
Населення — 241 особа (2019; 333 в 2010, 470 у 2002).